# Kožne pjege
Pjegice su bezopasne smećkaste a ponekad i narančaste mrlje na koži, najčešće na licu i rukama mladih ljudi svijetle puti, posebno kod onih koji su prirodno crvenokosi. 
Uzrokovane su prekomjernom proizvodnjom pigmenta melanina stanicama kože koje proizvode melanin; melanocitima, ako su izloženi suncu. Kada osoba odraste, kožne pjege se slabije vide. 
Sprječavanje širenja kožnih pjega postiže se izbjegavanjem sunca i zaštitnim kremama. 
Istraživanja pokazuju da je prisutnost pjegica genetski uvjetovana i povezana s prisutnošću mutirane verzije melanokortin-1 receptora (MC1R) koji uzrokuje crvenu kosu. Stvaranje pjega pokreće se izlaganjem suncu. Izloženost UV-B zračenju aktivira melanocite, koji povećaju proizvodnju melanina, što može uzrokovati pjege, koje postaju tamnije i vidljivije.